# Everöd
Everöd är en tätort i Kristianstads kommun och kyrkby i Everöds socken i Skåne, belägen söder om Kristianstad.
I Everöd finns Everöds kyrka och strax utanför Kristianstad Österlen Airport. Orten har en aktiv idrottsförening, Everöds IF, med herrlag samt ett flertal ungdomslag.

## Befolkningsutveckling
| Befolkningsutvecklingen i Everöd 1960–2020 | Befolkningsutvecklingen i Everöd 1960–2020 | Befolkningsutvecklingen i Everöd 1960–2020 | Befolkningsutvecklingen i Everöd 1960–2020 | Befolkningsutvecklingen i Everöd 1960–2020 |
| ------------------------------------------ | ------------------------------------------ | ------------------------------------------ | ------------------------------------------ | ------------------------------------------ |
|                                            |                                            |                                            |                                            |                                            |
| År                                         |                                            |                                            | Folkmängd                                  | Areal (ha)                                 |
| 1960                                       | 1960                                       |                                            | 837                                        |                                            |
| 1965                                       | 1965                                       |                                            | 807                                        |                                            |
| 1970                                       | 1970                                       |                                            | 838                                        |                                            |
| 1975                                       | 1975                                       |                                            | 820                                        |                                            |
| 1980                                       | 1980                                       |                                            | 873                                        |                                            |
| 1990                                       | 1990                                       |                                            | 916                                        | 124                                        |
| 1995                                       | 1995                                       |                                            | 895                                        | 124                                        |
| 2000                                       | 2000                                       |                                            | 869                                        | 124                                        |
| 2005                                       | 2005                                       |                                            | 855                                        | 124                                        |
| 2010                                       | 2010                                       |                                            | 885                                        | 124                                        |
| 2015                                       | 2015                                       |                                            | 953                                        | 154                                        |
| 2020                                       | 2020                                       |                                            | 925                                        | 166                                        |
| Anm.: Sammanvuxen med Lyngby 2015.         |                                            |                                            |                                            |                                            |

## Personer från orten
Sven Nilsson var en svensk riksdagsledamot och politiker i Everöd på 1800-talet.